# Масса Земли
Ма́сса Земли́ (в астрономии обозначается M🜨, где 🜨 — символ Земли) — масса планеты Земля, в астрономии используется как внесистемная единица массы. 1 M🜨 = (5,9722 ± 0,0006) × 1024 кг.
Три других планеты земной группы — Меркурий, Венера и Марс — имеют массу 0,055 M🜨, 0,815 M🜨 и 0,107 M🜨 соответственно.
По сравнению с массой других небесных тел масса Земли составляет:
- 81,3 масс Луны;
- 0,00315 массы Юпитера (масса Юпитера составляет 317,83 M🜨)[2];
- 0,0105 массы Сатурна (масса Сатурна составляет 95,16 M🜨)[3];
- 0,0583 массы Нептуна (масса Нептуна составляет 17,147 M🜨)[4];
- 0,00000300349 массы Солнца (масса Солнца составляет 332946 M🜨).

## Формула для определения массы Земли
Согласно закону всемирного притяжения Ньютона сила притяжения между двумя телами:
{\displaystyle F=G{\frac {mM}{R^{2}}}},
здесь M — масса Земли, m — масса произвольного тела на поверхности Земли, R — расстояние между центрами масс (в данном случае это радиус Земли), G — гравитационная постоянная.
С другой же стороны сила тяжести (притяжения тела к Земле) равна:
{\displaystyle F=mg},
m — масса произвольного тела на поверхности Земли, g — ускорение свободного падения.
Поскольку силы одинаковы, то получаем:
{\displaystyle G{\frac {mM}{R^{2}}}=mg}
{\displaystyle G{\frac {M}{R^{2}}}=g}
{\displaystyle M={\frac {gR^{2}}{G}}}

## Изменение массы Земли
Масса Земли не является постоянной величиной, и в настоящее время потеря массы превышает прирост. На величину массы Земли влияют многочисленные факторы.
Факторы, увеличивающие массу Земли:
- Космическая пыль: метеоры, пыль, кометы и т. д., за счёт неё масса Земли возрастает примерно на 40 тысяч тонн в год[6]

Факторы, уменьшающие массу Земли:
- Диссипация атмосферных газов — водорода (3 кг/сек, или 95000 тонн в год[7]) и гелия (1600 тонн в год[8]). Кроме того, часть электронов атомов атмосферных газов улетучивается быстрее, чем сами атомы;
- Искусственные спутники, которые находятся на удалённых орбитах и могут покинуть околоземное пространство (около 65 тонн в год[9]);
- Уменьшение массы Земли приводит к ослаблению её силы тяжести, и, соответственно, способности удерживать атмосферу;
- Нагрев Земли (за счёт как антропогенных процессов, так и глобального потепления) в сочетании с солнечным излучением может увеличить тепловое движение молекул, что также способствует утечке вещества из атмосферы.